# 역대병요
역대병요(歷代兵要)는 수양대군이 세종의 명을 받아 총재하여 편찬된 일종의 전쟁사 서적이다.
조선 초기에는 한국의 지세에 맞는 전술을 개발하고 역대의 전쟁사를 정리하여 각종 병서(兵書)가 편찬되었다. 태조 때 정도전은 앞선 시기의 병서를 참고해 독자적인 《진법서(陣法書)》를 편찬하였다.
문종 때에는 김종서의 주도하에 고조선에서 고려 말에 이르는 전쟁사를 정리하여 《동국병감(東國兵鑑)》(2권)이 편찬되고, 이어 고대에서 조선 초기에 이르는 기간의 주요 전투를 전략적인 측면에서 정리한 《역대병요》도 편찬되었다.
세종의 명으로 집현전에서 《역대병요 》의 편집을 착수했는데 수양대군이 당시 이를 총재하였다. 그 책이 단종 1년(1453년) 봄에 이르러 간행되니 수양대군이 단종에게 청하여 편집에 공로가 많은 신하들에게 가자(加資)하게 되었다.
참여 집현전 학사로는 김담, 권람, 정인지, 하위지, 김증 등이 알려져 있다.
또 같은 시기에 《진법(陣法)》이 편찬되어 오위제에 기초한 군사훈련방법과 진(陣)을 치는 방법이 정리되었다.
이 책은 정도전의 진법서를 발전시킨 것으로 보이는데, 뒤에 《병장도설(兵將圖說)》이라고 이름을 고쳐 이용되었다. 한편, 화기 제작과 사용법을 정리한 《총통등록(銃筒謄錄)》이 세종 때 편찬되기도 하였다. 무기는 군기감에서 주로 제작하였으나, 지방 군현에서도 제작하는 일이 많았다. 고려 말 최무선이 창안한 화약 무기는 조선 초기에 더욱 개량되어 그 성능이 두 배 이상 높아졌다.